# Gallus lafayettii

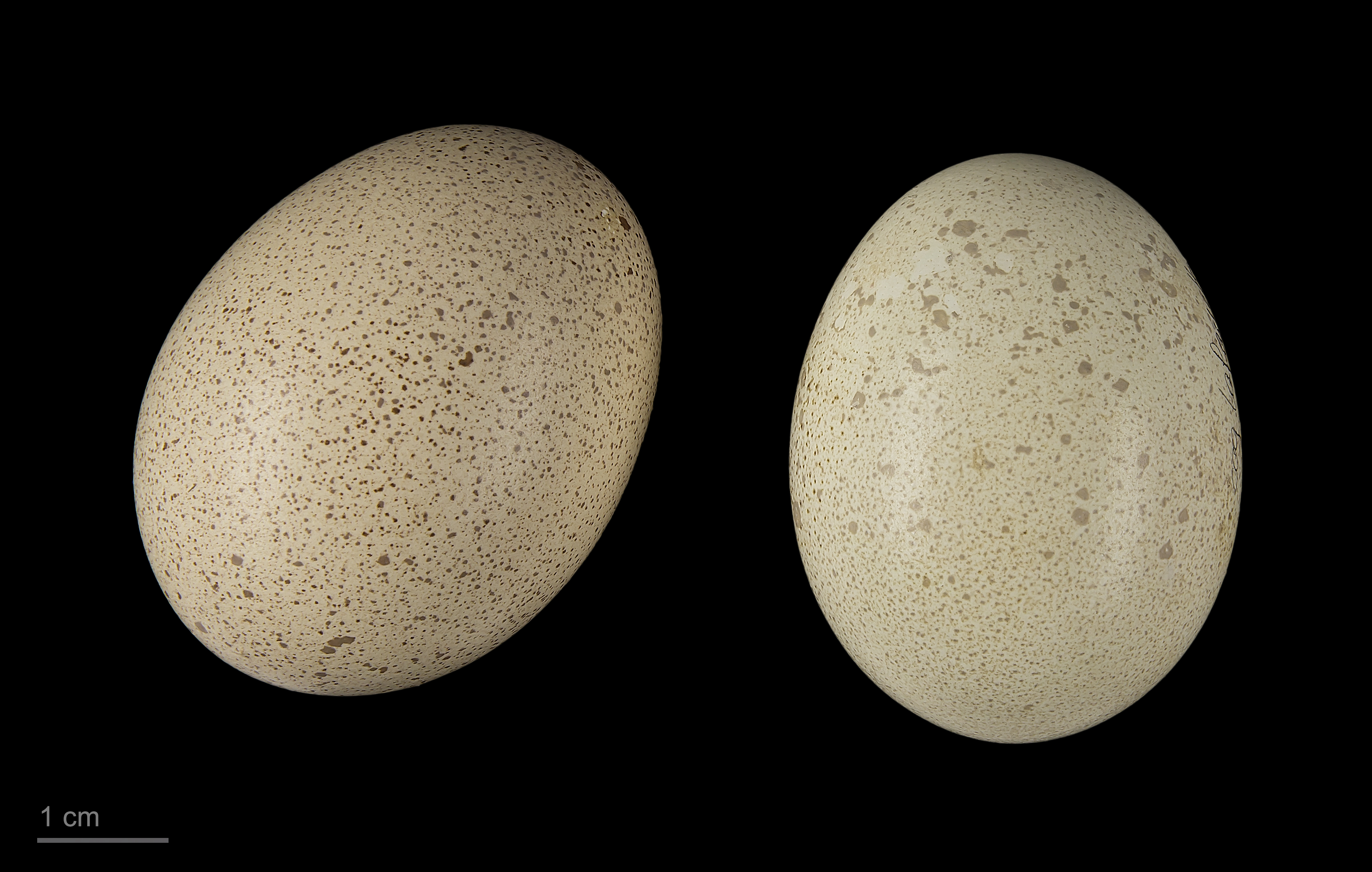
Gallus lafayettii - MHNT

El gallo de Ceilán o gallo de Lafayette (Gallus lafayetii), es una especie de ave galliforme de la familia Phasianidae. Es endémica de Sri Lanka, donde es el ave nacional. Está estrechamente relacionado con el gallo rojo (Gallus gallus). El nombre específico de la especie conmemora el aristócrata francés Gilbert du Motier, marqués de La Fayette. En cingalés se conoce como වළි කුකුළා (Wali Kukula) y en tamil como இலங்கைக் காட்டுக்கோழி (Ilaṅkaik kāṭṭukkōḻi).

## Descripción

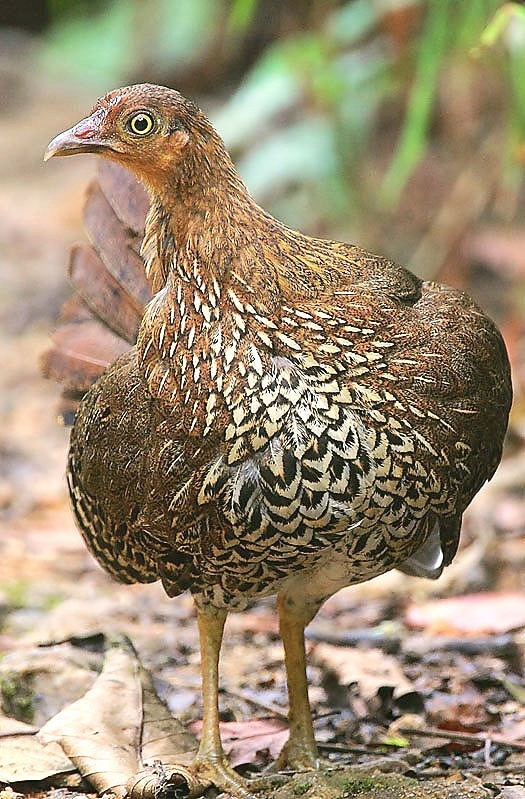
Hembra en la reserva forestal de Sinharaja, Sri Lanka

Al igual que los otros miembros de su género, el gallo de Sri Lanka presenta un fuerte dimorfismo sexual: el macho es mucho más grande que la hembra, con plumaje más vívido y una cresta y carúnculas exageradamente grandes.
El macho oscila entre 66 y 72 cm de longitud y 790 y 1140 g de peso, básicamente se asemeja a un gran gallo musculoso. El macho tiene el plumaje corporal de color rojo anaranjado y las alas y la cola de púrpura oscuro a negro. Las plumas de la melena que descienden desde la cabeza hasta la base de la espina son doradas, en el rostro tiene piel desnuda y curunculos rojos. La cresta es de color rojo con un centro amarillo. Al igual que el gallo de Java, no posee plumaje de eclipse.
La hembra es mucho más pequeña, con solo 35 cm de largo y 510 y 645 g de peso. Tiene el plumaje marrón apagado con patrones blancos en la parte baja del vientre y el pecho, camuflaje ideal para un ave en anidación.